# Хелен Уитни
Хелен Уитни (англ. Helene Whitney, также известная как Хелен Рейнольдс (англ. Helene Reynolds), урождённая Кеньон Фортескью (англ. Kenyon Fortescue), 4 июля 1914 — 28 марта 1990) — американская актриса.

## Биография
Родилась в столице США в семье Грейс и Гренвила Роланда Фортескью. По материнской линии она была внучатой племянницей Александра Грейама Белла, изобретателя телефона, а по отцу — двоюродной племянницей президента США Теодора Рузвельта. Образование получила в Национальной кафедральной школе для девочек в Вашингтоне. В 1936 году она вышла замуж за наследника алюминиевого производства семейства Рейнольдсов Джулина Луиса Рейнольдса, с которым спустя три года развелась, но оставив себе при этом его фамилию.

В 1939 году Рейнодс дебютировала в кино, появившись в дальнейшем в фильмах «Филадельфийская история» (1940), «Горбун Собора Парижской Богоматери» (1939), «Сказки Манхэттена» (1942), «Небеса могут подождать» (1943) и ряде других картин. В конце 1940-х актриса ушла из кинематографа, посвятив себя работе в бродвейских театральных постановках. После завершения актёрской карьеры она занималась живописью, став также руководителем художественной галереи на Манхэттене. Рейнольдс умерла от пневмонии в медицинском центре Д. Ф. Кеннеди города Атлантис, штат Флорида, в возрасте 75 лет.